# Johannes Bogerman
Johannes Bogerman né à Upleward en Frise orientale en 1576 et décédé à Franeker le 11 septembre 1637, est un théologien protestant frison et néerlandais. Il devient célèbre en tant que président du Synode de Dordrecht.

## Biographie
Fils d'un pasteur, il étudie à Franeker, Heidelberg et Genève. Il est pasteur à Sneek (1599-1602), Enkhuizen (1603-1604) et Leeuwarden (1604-1634) puis professeur de théologie à l'Université de Franeker (1634-1637).
Proche de Fanciscus Gomarus, fervent partisan de la doctrine calviniste de la prédestination, il écrit contre Hugo Grotius et les remonstrants. Il est président du synode de Dordrecht de 1618-1619 où les Gomaristes condamnent les Arminiens.
Il participe à la traduction néerlandaise de la Bible de 1637 avec Willem Baudartius, Gersonus Bucerus, Jacobus Rolandus, Hermannus Faukelius, et Petrus Cornelii. Il publie une traduction néerlandaise du livre de Théodore de Bèze sur le droit de punir les hérétiques.